# Relations entre l'Arménie et l'Iran

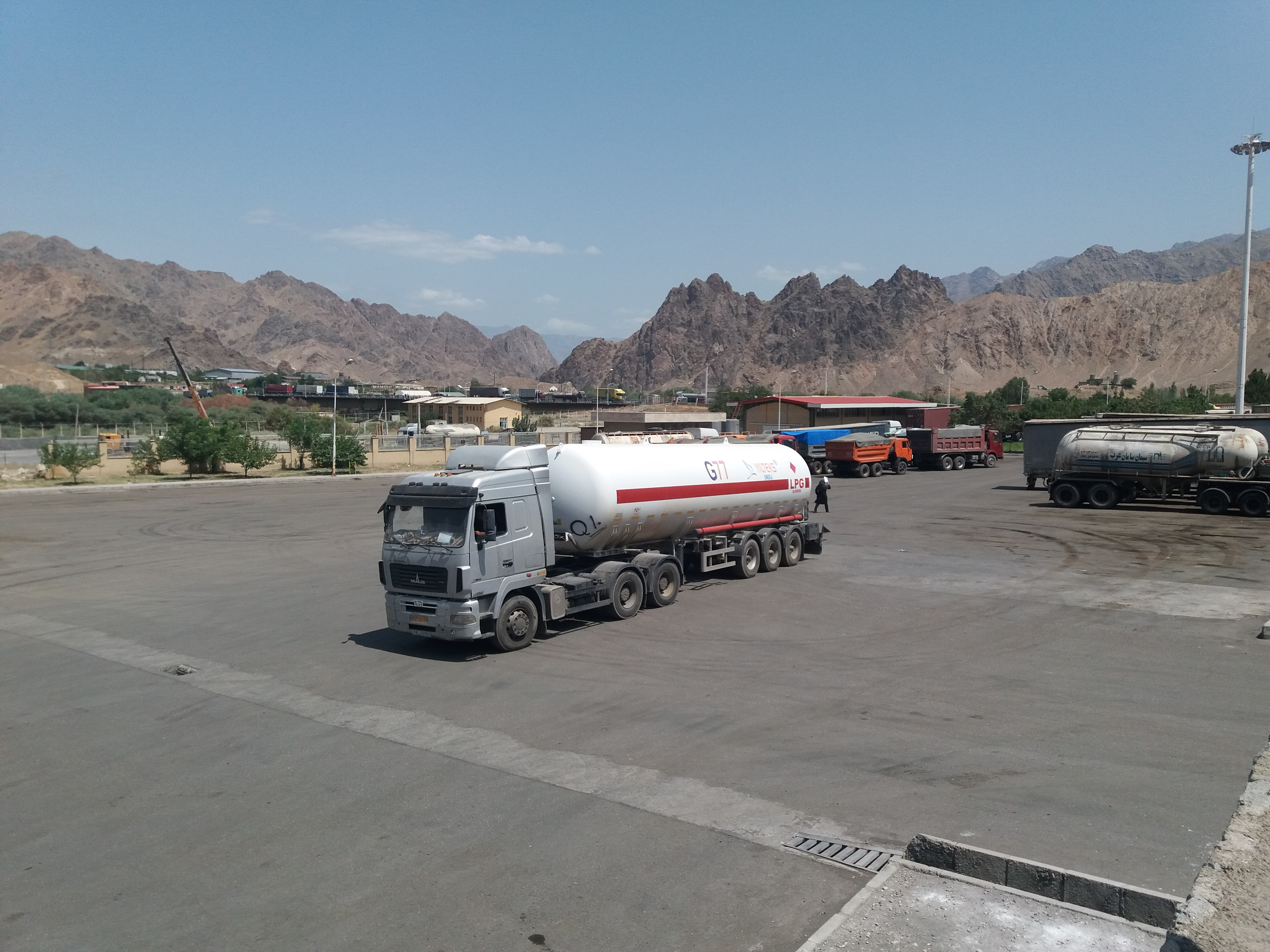
La frontière entre l'Arménie et l'Iran à Nurduz.

Les relations entre l'Arménie et l'Iran démarrent en 1991 lorsque l'Iran a reconnu l'indépendance de l'Arménie vis-à-vis de l'URSS. 

## Histoire des relations arméno-iraniennes
Elles sont marquées par une coopération économique et énergétique bilatérales. Un projet de pipeline traversant les deux États a été inauguré en 2006 à la suite d'un accord entre la Compagnie nationale iranienne du pétrole et ArmRosGazprom, prévoyant notamment la construction d'usines hydroélectriques sur l'Araxe.
Les échanges commerciaux bilatéraux sont passés de 105 millions de dollars USD en 2005 à 200 millions de dollars en 2009.
Le président iranien Mahmoud Ahmadinejad a déclaré : « La République islamique d'Iran accueille favorablement et soutient le développement des relations avec l'Arménie dans divers domaines, en particulier dans l'énergie ainsi que dans le transport, les sports et le tourisme »